# 扎斯塔夫埃 (留波姆區)
51°14′50″N 24°12′21″E / 51.24722°N 24.20583°E
扎斯塔夫埃（烏克蘭語：Застав'є），是烏克蘭的村落，位於該國西部沃倫州，由科韋利區負責管轄，面積0.48平方公里，海拔高度183米，2001年人口106，人口密度每平方公里220.83人。